# District de Cianjin
Ne doit pas être confondu avec District de Qianjin.
Le district de Cianjin (chinois traditionnel : 前金區; ; pinyin : Qiánjīn Qū ; Wade : Ch'ien-chin Chü) est l'un des douze districts de Kaohsiung.

## Histoire
Lorsque Zheng Chenggong(鄭成功) a établi son bureau, bien que Zuoying et Qianzhen dans la ville aient commencé à être progressivement récupérés, cette zone n'avait pas encore été colonisée. Après la dynastie Qing, la zone de récupération de la ville s'est agrandie de jour en jour et la région a commencé à être peuplée d'immigrants. A cette époque, elle était divisée en deux tribus, Qianjin(前矜) et Houjin(後矜), parmi lesquelles la tribu Qianjin se développa rapidement et fut unifiée en « Qianjinzhuang »(前金庄) au milieu de la dynastie Qing.

## Éducation
- École secondaire Cianjin de municipale de Kaohsiung
- Lycée des filles de Kaohsiung de municipalité de Kaohsiung

## Attractions touristiques
- Arcade de projecteurs urbains
- Musée du travail de Kaohsiung
- Parc central
- Rivière d'amour
- Stade de baseball de Li-De de Kaohsiung

## Transports
- Le district est desservi par la ligne rouge et ligne orange du Métro de Kaohsiung. Les stations de Sinsing sont Formosa Boulevard Station, Central Park Station et City Council Station.